# Dauerlutscher

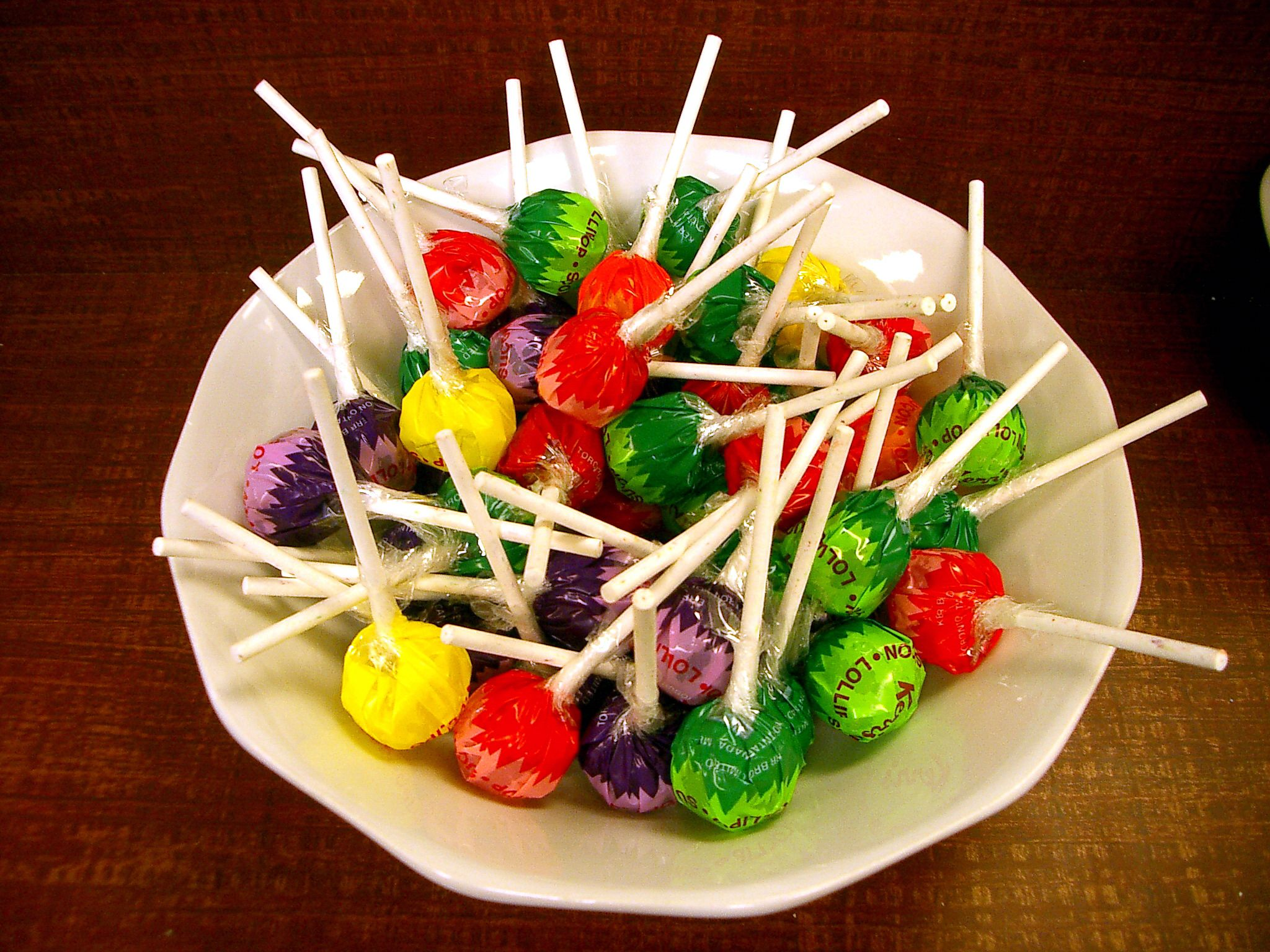
Verschiedene Lutscher in einer Schale

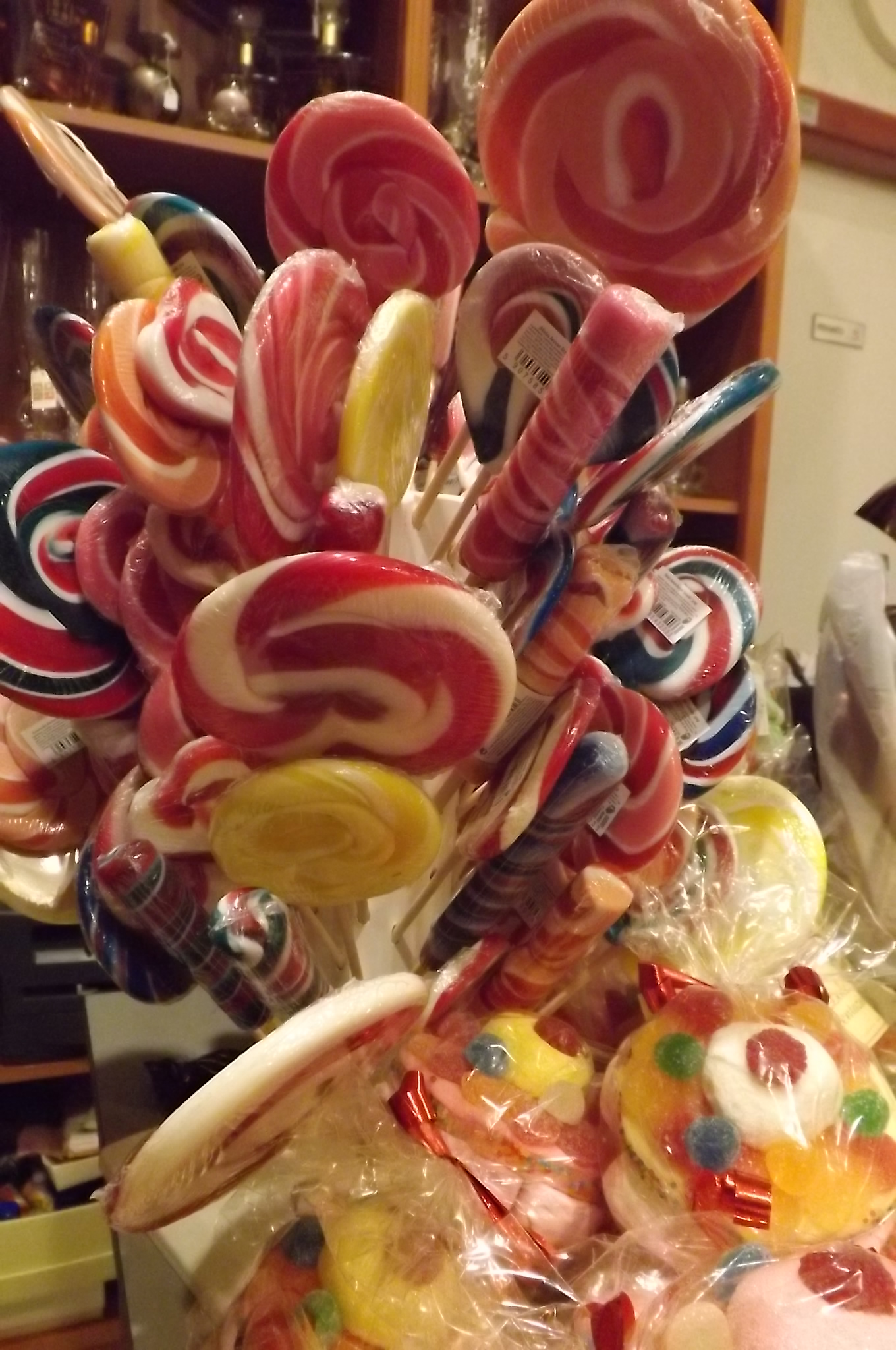
Dauerlutscher

Ein Dauerlutscher, Lutscher, Lolli (vom Englischen Lollipop), in Österreich auch Schlecker, im Oberdeutschen auch Schlotzer, schweizerisch Schleckstängel, ist eine Süßigkeit am Stiel.

## Beschreibung
Bei einem Dauerlutscher handelt es sich um ein größeres, entweder ovales, abgeflachtes oder kugelförmiges Bonbon aus Zuckermasse oder Schokolade an einem Stiel. Dieser besteht aus Holz, Zellstoff oder Kunststoff, seltener auch aus essbarem Material (z. B. Kaugummi, umhüllt mit Kunststoff). Manche Dauerlutscher enthalten in der Mitte einen Kaugummi, kleine Spielsachen, sind als Luftblasinstrument ausgeführt (Pfeife) oder können die Zunge färben. Lutscher gibt es in nahezu allen Farben und Geschmacksrichtungen. Beliebte Jahrmarktsakttraktionen sind handtellergroße Dauerlutscher mit Motiven und Sinnsprüchen, spiralig aufgebaute Lutscher und ähnliche Sonderformen.
Ähnlich aufgebaut wie der Dauerlutscher ist der Cake-Pop („Kuchenlolli“), bei dem sich am Stiel statt eines Bonbons ein Stück Kuchen befindet, oder das Eis am Stiel. Eine Zuckerstange ist dagegen ein lang gezogenes Bonbon ohne eigenen Stiel und eine Schleck- oder Leckmuschel ist ein Bonbon in einer aus Kunststoff geformten Muschel.

## Bedeutung des Stiels

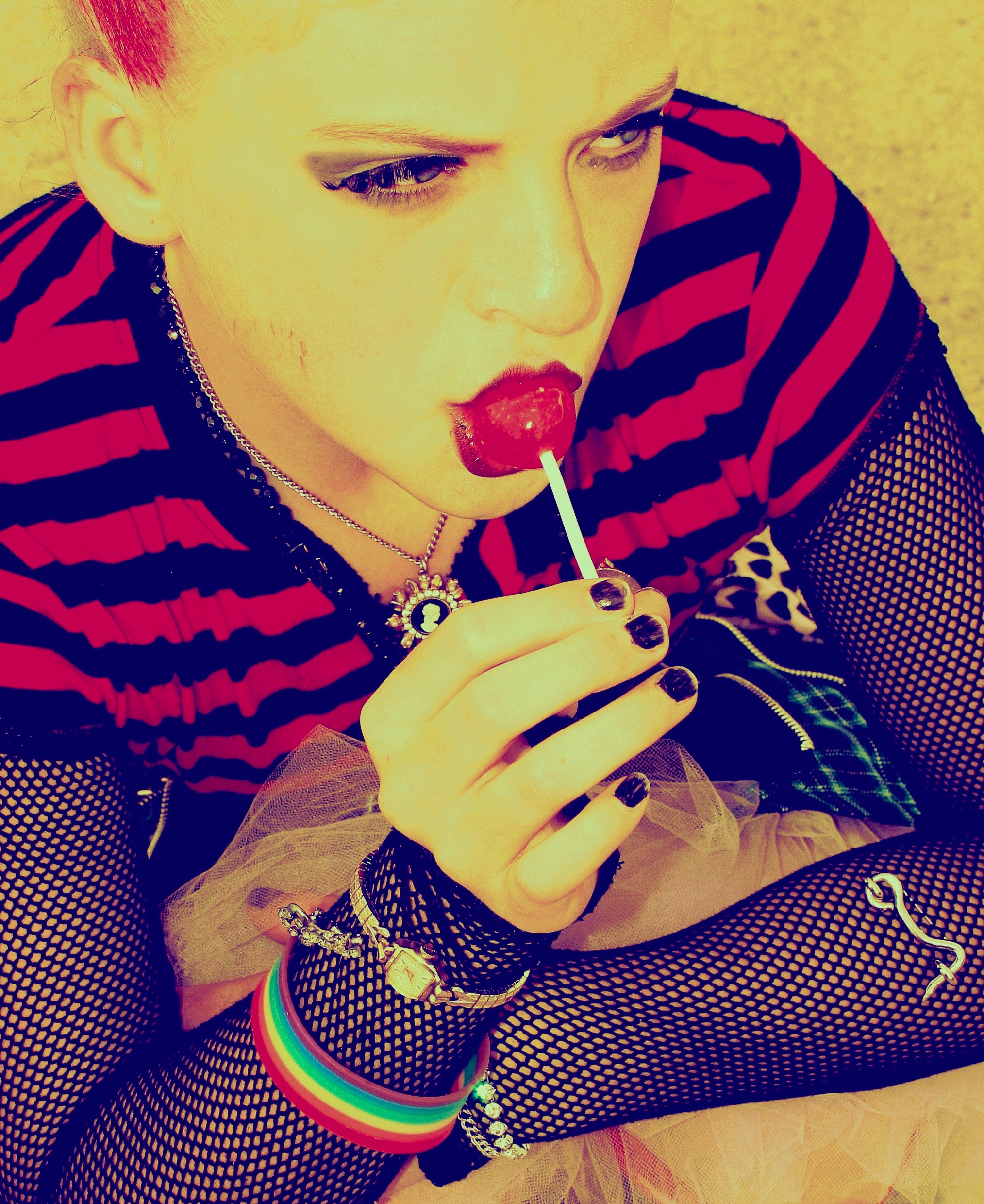
Junge Frau mit Lollipop

Der Stiel des Lutschers ist ein wesentliches Kennzeichen. Das Oberlandesgericht Köln legte sich entsprechend in einem Urteil aus dem Jahr 2001 auf folgende Definition des Begriffs „Lutscher“ fest:

„[…] Der Stiel ist wesenstypisches Merkmal des Lutschers. Ohne einen solchen Stiel würde es sich nicht mehr um einen traditionellen Lutscher, sondern vielmehr um ein gewöhnliches Bonbon handeln. Das Besondere und Faszinierende am Lutscher und seit Generationen seine spezifische Attraktivität für Kinder Auslösende ist genau der Umstand, dass der Bonbonteil mit einem Stiel verknüpft ist. Damit handelt es sich bei dem Stiel nicht um eine bloße Handhabungshilfe. Eine solche ist zum Verzehr eines Bonbons – auf den sich das Produkt ‚Lutscher‘ bei Hinwegdenken des Stiels reduzieren würde – auch nicht erforderlich, da sich das Bonbon ohne weiteres in den Mund stecken lässt. Zusammenfassend lässt sich nach Auffassung des Senats festhalten, dass der Lutscher (Lolly) ohne Stiel kein Lutscher mehr ist.“

In der DDR wurden Dauerlutscher entsprechend als „Fruchtstielbonbon“ bezeichnet.

## Marktanteile

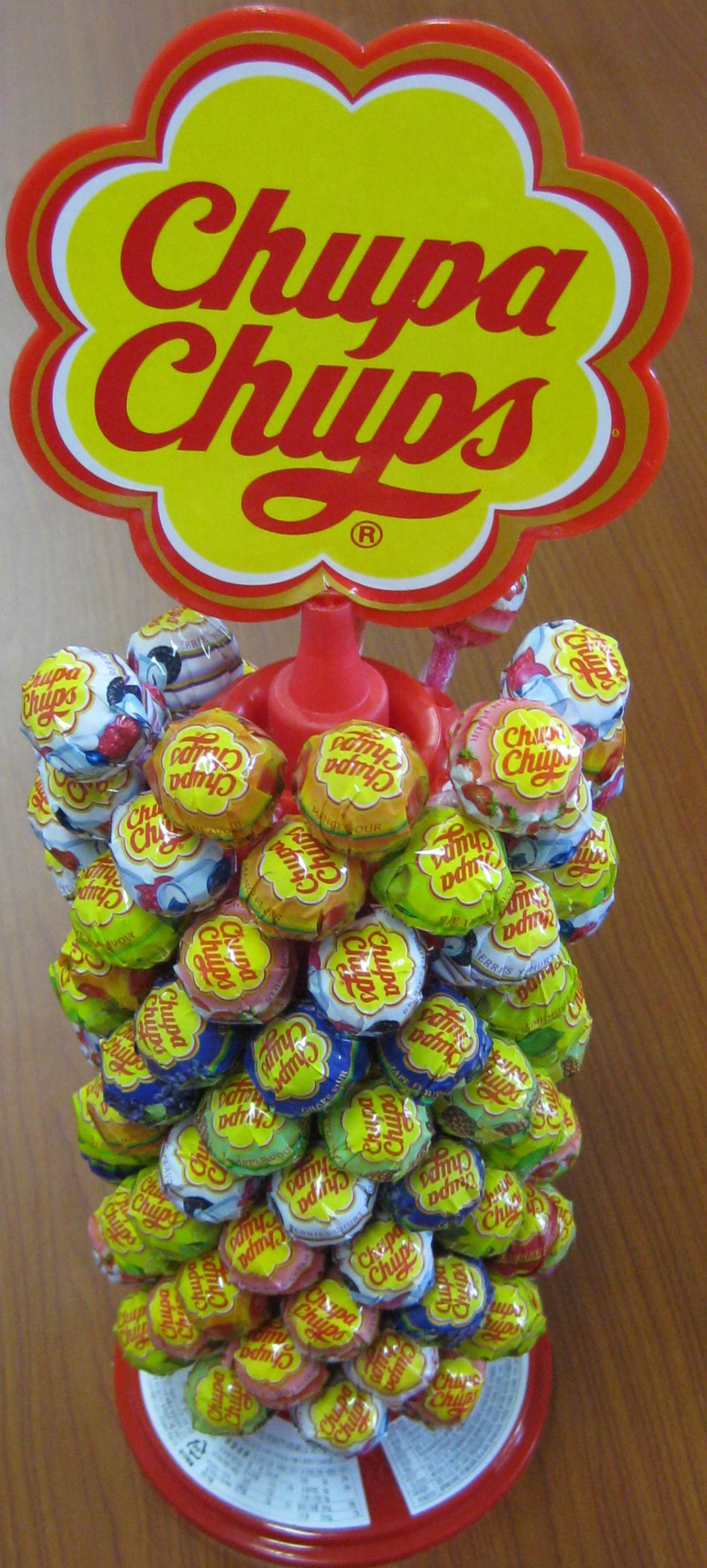
Verkaufsständer für Chupa Chups in Korea

Lutscher werden in Serienproduktion von zahlreichen Süßwarenherstellern hergestellt. Der internationale Marktführer für Lutscher ist das spanische Unternehmen Chupa Chups, das sich im deutschsprachigen Raum Mitte der 1990er Jahre mit dem Werbespruch „Leck mich“ und zahlreichen Sorten und Besonderheiten am Markt durchsetzen und den Lolli populär machen konnte. Im Jahr 1995 vertrieb das Unternehmen etwa 30 verschiedene Lutscherartikel auf dem deutschen Markt und Deutschland war das umsatzstärkste aller 140 Länder, in denen Chupa Chups Lutscher vertrieb. Der Marktanteil in Deutschland lag bei 35 Prozent und es wurden jährlich 350 Millionen Lutscher verkauft. Weltweit setzte das Unternehmen 1994, das in wenigstens 70 Ländern Marktführer beim Lutscher war, etwa eine halbe Milliarde Dollar um. 2001 lag der Umsatz des Unternehmens bei 414 Millionen Euro, 2008 wurden Chupa-Chups-Lutscher in über 170 Ländern der Welt vertrieben, die Gesamtzahl lag bei mehr als 4 Milliarden Lollis pro Jahr. Rund 90 % des gesamten Umsatzes des Unternehmens werden im Ausland generiert, wobei Deutschland auch 2008 noch das umsatzstärkste Land war. Der Gesamtumsatz des Unternehmens ging jedoch Mitte der 2000er-Jahre um fast die Hälfte auf 264 Millionen Euro zurück und Chupa Chups wurde 2006 von dem italienischen Süßwarenproduzenten Perfetti Van Melle übernommen.
Das Unternehmen August Storck konnte 2009 den eigenen Marktanteil an Lutschern der Marken „nimm2“, „Campino“ und „Schleckies“ auf 37 Prozent erhöhen. In Deutschland ebenfalls bekannt sind die Kirschen-Lollies und weitere Produkte der Küfa-Werk GmbH & Co. KG in Dörentrup.

## Abgeleitete Bezeichnungen
Aufgrund der typischen Form des Lutschers gibt es einige Ableitungen und abgeleitete Bezeichnungen:
- Im Vereinigten Königreich und auf der englischsprachigen Insel Malta werden die Schülerlotsen als „Lollipop man“ bzw. „Lollipop lady“ bezeichnet, da sie ein dauerlutscherförmiges, mannshohes Stoppschild mit sich führen.
- Das im November 2014 freigegebene Smartphone- und Tablettbetriebssystem Android erhielt in seiner fünften Version die Zusatzbezeichnung Lollipop. Damit wurde die Tradition weiterverfolgt, nach der die Hauptversionen des Betriebssystems nach beliebten Süßigkeiten benannt werden.